# Александър Пелтеков
Александър Георгиев Пелтеков е български публицист и колекционер, специалист по Македоно-одринското освободително движение от началото на XX век.

## Биография
Александър Пелтеков е автор на няколко книги за дейци на Вътрешната македоно-одринска революционна организация и Вътрешната македонска революционна организация. Колекционира редица артефакти, свързани с освободителното движение на македонските българи, които през 2014 година са изкупени от община Благоевград и са изложени в РИМ - Благоевград.